# RYEKA
RYEKA（りえか）は、東京出身の女優・シンガー。本名は水原里枝香。

## 略歴
1999年に渡米、演劇学校にて学び、LAのエージェントに所属し、米国で活動。帰国後、2006年9月よりソロ活動開始。
ソロ活動再開と同時にサポーター倶楽部PURPLE ROSE MUSICを結成。女優、ナレーションの他、都内を中心にLive活動を行っている。

## エピソード
- カリフォルニア州サクラメント在住中に、Jewelry Arts Certificateを取得、その他小型船舶操縦免許2級・特殊や第二級海上特殊無線技士の資格を持つ
- 4年間続けたインストラクターを2007年3月で休業
- オリンパス製デジタルカメラとCANONのフィルム一眼レフカメラを愛用する
- 2007年2月より、セカンドライフ体験談をブログに綴っている。
- 2007年7月20日に、デジタルハリウッド大学院DHセカンドライフ研究室協力で、RYEKA撮影の実写版をモトにしてセカンドライフ版ミュージックビデオを、JapandLifeのOyamaNishi氏と制作したことを公式ホームページで発表した。セカンドライフのミュージックビデオ制作は国内初
- 2008年5月よりセカンドライフ放送局VWBC女子アナ

## 主な出演

### テレビ
- NHKスペシャル（2007年）

### 舞台
- 劇団ユニットトナドゥ『女の子ってなんでできてる？』（2008年） ‐ 主演

### ナレーション
- ABCショートムービーCMグランプリ不二家賞受賞CM（2009年） ‐ナレーション

### コンサート
- 和太鼓ユニット[MUSA]北沢タウンホール（2007年）‐ ナレーション
- 和太鼓ユニット[MUSA]横浜都築公会堂 再演（2007年）‐ ナレーション

### CD
- 聴脳エクササイズ Vol.1 （2008年09月04日発売）‐ ナレーション
- オリーブ・トゥリー・フォー・ピースSeigen Ono（2009年04月22日発売）2曲目Picnic A ‐ボーカル参加

### その他
- AUモバイルドラマ 薬指伝説（2009年）‐ 主演